# Festiwal teatrów ulicznych w Edynburgu
Festiwal teatrów ulicznych w Edynburgu (Edinburgh Festival Fringe) – festiwal o charakterze międzynarodowym organizowany w Edynburgu od 1947 roku. 

## Historia
W 1947 roku Austriak Rudolf Bing zorganizował po raz pierwszy Międzynarodowy Festiwal w Edynburgu (Edinburgh International Festival). Osiem teatrów, które nie zakwalifikowało się do udziału w pierwszej edycji zorganizowało alternatywny festiwal. Wystąpiły one podczas festiwalu korzystając z uwagi zgromadzonych gości. Rok później dziennikarz Robert Kemp zauważył istnienie tej nieoficjalnej części festiwalu i nadał temu zjawisku nazwę "Fringe". Jest to festiwal otwarty. Aby w nim wystąpić należy wysłać zgłoszenie. Nie ma jury. Nagrodę Fringe First's przyznaje dziennik „The Scotsman".  

### Niektórzy polscy uczestnicy
- Tadeusz Kantor (Umarła klasa)

- Jerzy Grotowski (Akropolis)

- Józef Szajna (Replika)

- Andrzej Wajda (Zbrodnia i kara)
- Jerzy Zoń (Sprzedam dom, w którym już nie mogę mieszkać, Ślepcy, Peregrinus)